# Marta Šimić Mrzlečki
Marta Šimić Mrzlečki (Pitomača, 1977.) hrvatska je televizijska voditeljica i novinarka, jedna od voditeljica HRT-ovog Dnevnika. 
Rođena je u Pitomači, a srednjoškolsko obrazovanje stekla je u virovitičkoj gimnaziji Petra Preradovića. Diplomirala je novinarstvo na Fakultetu političkih znanosti u Zagrebu.
Svoju profesionalnu karijeru izgradila je na Hrvatskoj radioteleviziji gdje je radila kao voditeljica različitih emisija. Posebno se istaknula u emisijama „Dobro jutro, Hrvatska” i „Hrvatska uživo”, gdje je obavljala funkcije voditeljice i urednice. Od rujna 2016. godine preuzima ulogu voditeljice podnevnog i središnjeg Dnevnika HRT-a, izmjenjujući se s kolegama Mirjanom Posavac i Branimirom Farkašem.
U rodnoj Pitomači ostala je prisutna kroz vođenje glazbenog festivala Pjesme Podravine i Podravlja.
Tijekom studija upoznala je nogometaša Alena Mrzlečkog, za kojeg se udala 2000. godine. Par ima sina Adama i žive u Bjelovaru.